# Alanopin dehidrogenaza
Alanopin dehidrogenaza (EC 1.5.1.17, , alanopin(mezo-N-(1-karboksietil)-alanin)dehidrogenaza, meso-N-(1-karboksietil)-alanin:NAD+ oksidoreduktaza, alanopin: NAD+ oksidoreduktaza, ADH, alanopin:+ oksidoreduktaza) je enzim sa sistematskim imenom 2,2'-iminodipropanoat:NAD+ oksidoreduktaza (formira L-alanin). Ovaj enzim katalizuje sledeću hemijsku reakciju
2,2'-iminodipropanoat + NAD+ +2O {\displaystyle \rightleftharpoons } -alanin + piruvat + NADH + H+
Reakcije teče u reverznom smeru. L-alanin se može zameniti L-cisteinom, L-serinom i L-treoninom. Reakcija sa glicinom je veoma spora, cf. EC 1.5.1.22 strombinska dehidrogenaza.

## Literatura
- Nicholas C. Price; Lewis Stevens (1999). Fundamentals of Enzymology: The Cell and Molecular Biology of Catalytic Proteins (Third изд.). USA: Oxford University Press. ISBN 019850229X.
- Eric J. Toone (2006). Advances in Enzymology and Related Areas of Molecular Biology, Protein Evolution (Volume 75 изд.). Wiley-Interscience. ISBN 0471205036.
- Branden C; Tooze J. Introduction to Protein Structure. New York, NY: Garland Publishing. ISBN 0-8153-2305-0.
- Irwin H. Segel. Enzyme Kinetics: Behavior and Analysis of Rapid Equilibrium and Steady-State Enzyme Systems (Book 44 изд.). Wiley Classics Library. ISBN 0471303097.

## Spoljašnje veze
- Alanopine+dehydrogenase на 